# Ludovico Tuminello
Ludovico Tuminello (1824-1907) est un photographe italien primitif.

## Biographie
À l'origine peintre, Tuminello produisit des calotypes et des tirages d'impression à l'albumine.
Portraitiste et photographe de paysage, il fut surtout actif à Venise. Il reprit le fonds photographique de Giacomo Caneva et continua à commercialiser les images de celui-ci.

## Collections
- Musée de Rome

## Galerie

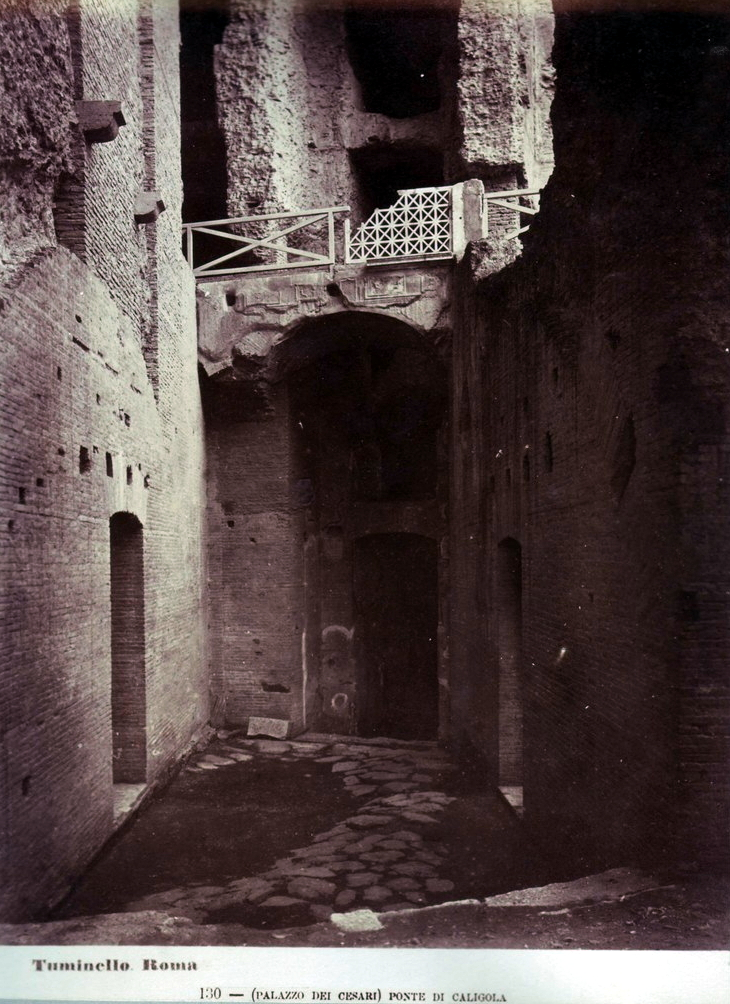
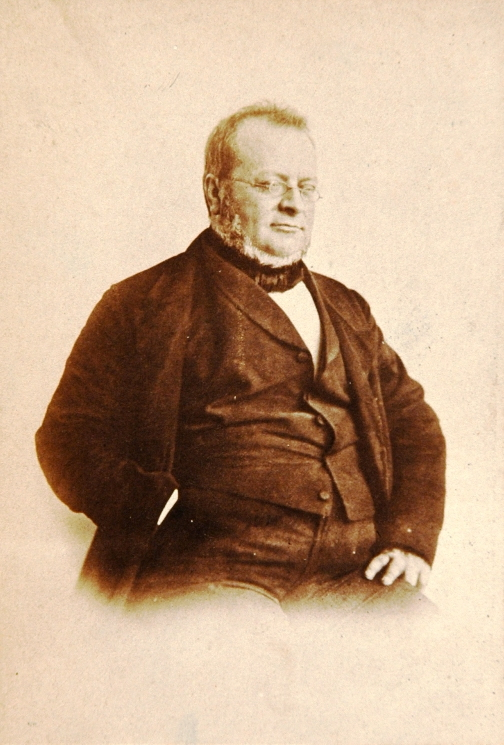
Portrait de Camillo Cavour.
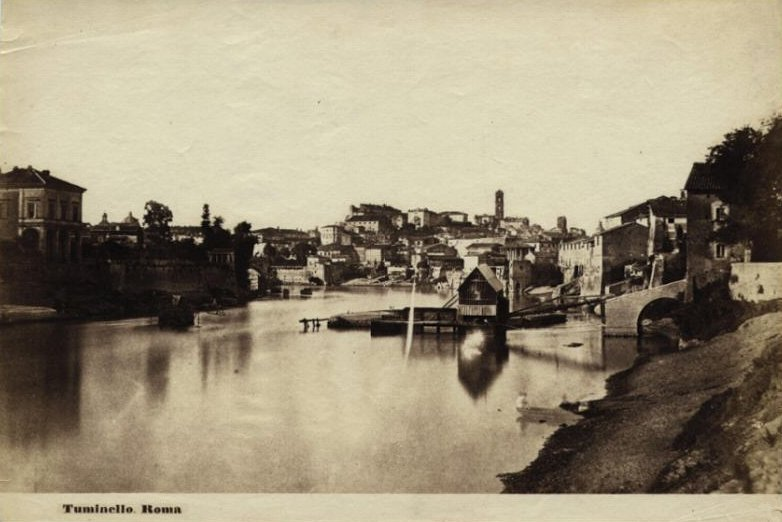
Vue de Rome, vers 1849.
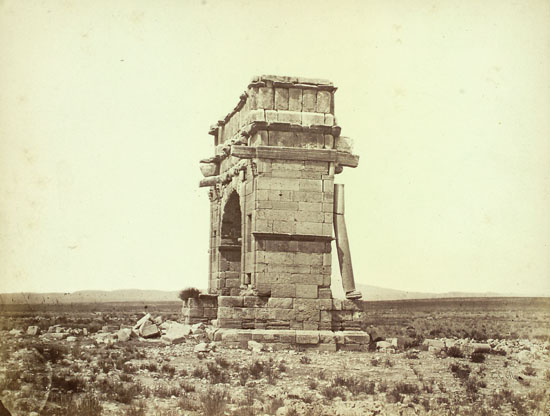
Arc de triomphe romain à Sbeïtla, Tunisie, 1875.
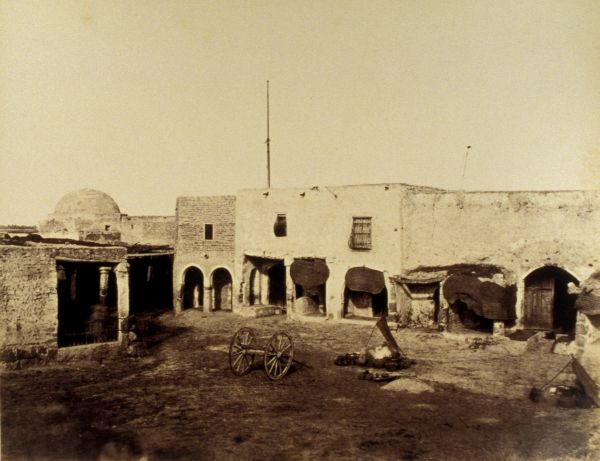
Maison du vice-consul de France, place du marché à Gabès, Tunise, 1875.